# Pectenoniscus angulatus
Pectenoniscus angulatus är en kräftdjursart som beskrevs av Andersson 1960. Pectenoniscus angulatus ingår i släktet Pectenoniscus och familjen Styloniscidae. Inga underarter finns listade i Catalogue of Life.